# Volucella inflata
Volucella inflata je dokaj velika vrsta muh trepetavk, ki je razširjena v Evropi.

## Opis
V. inflata je sicer nekoliko manjša od povprečno velikih trepetavk v rodu Volucella, saj v dolžino doseže med 12 in 15 mm, preko kril pa med 11 in 13 mm. Oprsje je črno z oranžnim robom. Ščitek je oranžen in skoraj povsem svetlo odlakan.. Zadnji del zadka je črne barve. Pri samcih se oči stikajo na srednji liniji na razdalji, ki je krajša od srednje dolžine čela, pri samicah pa so oči gosto poraščene, čelo pa meri manj kot trikrat toliko v dolžino, kot je široko pri sprednjih pikčastih očeh.

## Biologija
Najpogosteje se zadržuje v listopadnih gozdovih s starejšimi drevesi, najdemo pa jo lahko tudi po vrtovih. Leti med majem in julijem, hrani pa se z nektarjem cvetlic, najraje iz družine kobulnic. Ličinke se razvijajo v gnezdih os in čebel in so saprofagi na drevju, saj je ličinka saproksilna in se hrani z mikroorganizmi v drevesnih duplinah.

## Razširjenost
Volucella inflata je lokalno razširjena od Švedske in Velike Britanije preko severne Nemčije do Pirenejev in severne Španije na zahodu, vzhodno pa poseljuje osrednjo Evrope do Kavkaza. Na jugu poseljuje Balkan z Bolgarijo. Razširjena je tudi v Sloveniji, kjer velja za ranljivo in redko, večinoma se pojavlja na nadmorski višini okoli 300 m.